# Pödröttszarvú kecske
A pödröttszarvú kecske vagy markhor (Capra falconeri) az emlősök (Mammalia) osztályának párosujjú patások (Artiodactyla) rendjébe, ezen belül a tülkösszarvúak (Bovidae) családjába és a kecskeformák (Caprinae) alcsaládjába tartozó faj.
Pakisztán nemzeti állata. A markhor elnevezés perzsa eredetű, melynek jelentése "kígyóevő". Ellentmondásos, mivel mint minden kecskefaj, növényevő. A kifejezés másik értelmezései a "kígyóölő", vagy a dúgóhúzókra emlékeztető szarvai, amelyek formája némileg emlékeztet egy testen tekergő kígyóéra.

## Előfordulása
Afganisztán, India, Tádzsikisztán, Üzbegisztán és Pakisztán területén honos. A gyér erdőborítású hegyvidékek lakója, különösen a Nyugat-Himalája vidékén találkozhatunk vele 600-3600 m-es magasságban.

## Alfajai
- Capra falconeri falconeri (Wagner, 1839)
- Capra falconeri heptneri Zalkin, 1945
- Capra falconeri megaceros Hutton, 1842
- ?Capra falconeri cashmiriensis
- ?Capra falconeri jerdoni

## Megjelenése
Testhossza 132-186 centiméter, váll magassága 65-115 centiméter, testtömege 32-110 kilogramm. Szürkésbarna színű kőszáli kecskefaj, testének elülső részén nagy sörényt visel. Szarva a hosszanti él mentén belülről kifelé dugóhúzószerűen csavarodott, mely a hímeknél 160 cm-re is megnőhet, addig a nőstények esetében 25 cm hosszú.
|  |  |

## Életmódja
A kifejlett hímek magányosan élnek, a nőstények és a fiatalok kisebb, jellemzően 9 fős csapatban. Főleg kora reggel és késő délután aktív. Tavasszal és nyáron legel, addig télen táplálék után kutat. Két lábra állva a magasabb növényzetet is eléri. Tápláléka fűvekből és levelekből áll; ragadozói a hópárduc, farkas, leopárd és a hiúz.

## Szaporodása
A párzási időszak télen van. Ezen időszakban a bakok szarvaikat összedöfik és reteszelik, majd azt a kihívók csavarodása és tolása követi, hogy próbálják elveszíteni egymás egyensúlyát. A többi patás emlőshöz hasonlóan, a pödröttszarvú kecske is poligín.
A nőstény 135-170 napi vemhesség után hozza világra április végétől június elejéig 1-2, ritkán 3 utódját. A gidák 5-6 hónapos korukig élnek anyatejen. A pödröttszarvú kecske várható élettartama 12-13 év.

## Természetvédelmi helyzete
A pödröttszarvú kecskét a trófeavadászat és az ázsiai gyógyszeripar egyaránt nagyra értékeli. Élőhelye zsugorodik mind a hazai állattenyésztés, mind a helyi mezőgazdaság részéről. Mindezek eredményeként a vadon élő populációja folyamatosan csökkent az elmúlt 40 évben.
1976 óta a C. f. megaceros, a C. f. jerdoni és a C. f. chiltanensis alfajokat veszélyeztetettnek nyilvánította az USFWS. Ezenkívül az IUCN 1996-ban a veszélyeztetett fajok közé sorolta, addig 2015 óta meg átkerült a méréskelten fenyegetett kategóriába.